# Cyprus Football Association
Die Cyprus Football Association (CFA) (griechisch Κυπριακή Ομοσπονδία Ποδοσφαίρου, türkisch Kıbrıs Futbol Federasyonu) ist der Fußballverband der Republik Zypern. Er hat seinen Sitz in Nikosia.
Die CFA ist zuständig für die Organisation des Fußballs in der Republik Zypern und ist somit unter anderem für die Zyprische Fußballnationalmannschaft verantwortlich. Zudem ist der Verband Ausrichter der Profi-Liga First Division, des zyprischen Pokals und des Supercups.

## Geschichte
Zu Beginn des 20. Jahrhunderts etablierte sich der Fußball langsam in Zypern, nachdem er von den Briten ins Land gebracht wurde. Um die wachsende Zahl an Vereinen besser organisieren zu können, wurde im September 1934 die Cyprus Football Association gegründet. 1948 trat man der FIFA bei, 1962 folgte der Beitritt zur UEFA. 2007 wurde das neue Hauptquartier in Nikosia eröffnet. Bei der Feier waren UEFA-Präsident Michel Platini und der damalige zyprische Präsident Tassos Papadopoulos anwesend. Es besteht ein Sponsorenvertrag mit der Marfin Popular Bank.
Am 13. Oktober 2014 explodierte vor dem Hauptquartier der Cyprus Referees Association eine Bombe. Zudem detonierte vor der Wohnung eines Linienrichters in Limassol ein Molotowcocktail. Bereits im März 2014 explodierte das Auto des UEFA-Schiedsrichters und Leiters der Cyprus Referee Association, Leontios Trattos.

## UEFA-Fünfjahreswertung
Platzierung in der UEFA-Fünfjahreswertung:
(in Klammern die Vorjahresplatzierung). Die Kürzel CL, EL und CO hinter den Länderkoeffizienten geben die Anzahl der Vertreter in der Saison 2025/26 der Champions League, der Europa League sowie der Conference League an.
- 21.  (24)  Polen (Liga, Pokal) – Koeffizient: 25.375 – CL: 1, EL: 1, CO: 2
- 22.  (18)  Russland (Liga, Pokal) – Koeffizient: 22.965 – (CL: 1, EL: 1, CO: 2) – suspendiert
- 23.  (22)  Zypern (Liga, Pokal) – Koeffizient: 22.100 – CL: 1, EL: 1, CO: 2
- 24.  (25)  Ungarn (Liga, Pokal) – Koeffizient: 21.875 – CL: 1, EL: 1, CO: 2
- 25.  (23)  Schweden (Liga, Pokal) – Koeffizient: 21.500 – CL: 1, EL: 1, CO: 2

Stand: Ende der Europapokalsaison 2023/24